# Technoboy
Cristiano Giusberti, som artist Technoboy och tidigare som Aceto och DJ Gius, född 19 december 1971, är en italiensk DJ som framför allt spelar hardstyle. Han har samarbetat med Tuneboy under namnen TNT och Hardstyle Masterz.

## Utgivna skivor
Som Technoboy (urval):
- Amino-Acid (12") - Titanic Records 1999
- The Future (12") - Titanic Records 2000
- Hardrive (12") - Titanic Records 2002
- Ravers' Rules (12") - Titanic Records 2002
- Tales From A Vinyl (12") - Titanic Records 2003
- War Machine (12") - Titanic Records 2003
- Titanic Remix Collection Volume 2 (12") - Titanic Records 2004
- Atomic (12") - Titanic Records 2005
- Titanic Remix Collection Volume 3 (12") - Titanic Records 2005
- Guns 'N' Noses (12") - Titanic Records 2006
- Into Deep (12") - Titanic Records 2006
- Vita (12") - Titanic Records 2007
- Rage (12") - Titanic Records 2008

Som DJ Gius (urval):
- Overcharge (12") - Titanic Records 1998
- Overcharge (12") - Byte Progressive 1998
- Byte Progressive Attack 2 (12") - Byte Progressive 1999
- Dynamite (12") - Red Alert 2000
- Dynamite (12") - A45 Music 2000
- Amnesia (12") - EDM 2001
- Amnesia (12") - Green Force 2001
- Amnesia (12") - Electropolis 2001
- De-Generation (12") - EDM 2001
- De-Generation (12") - Spectra Records 2001
- De-Generation (12") - Full Access 2001
- Metal (12") - Green Force 2002
- Puffganger (12") - Red Alert 2003
- Definition Of A Track (12") - Dance Pollution 2004
- Mega What (12") - Red Alert 2004
- Jerk It! (12") - Blq Records 2005
- V Like Venusian (12") - Blq Records 2006
- Things To Do (12") - Blq Records 2007

Som Aceto (urval):
- Go (12") - Dance Pollution
- Sexy Gate (12") - Houzy Records
- Hard Kick (12") - Dance Pollution 2000
- Ritmo Musicale (12") - Airplay Records 2002